# Serie binomial
La serie binomial es la serie de Taylor para una función {\displaystyle f} dada por {\displaystyle f(x)=(1+x)^{\alpha }}, donde {\displaystyle \alpha \in \mathbb {C} } es un número complejo arbitrario. Explícitamente,
{\displaystyle {\begin{aligned}(1+x)^{\alpha }&=\sum _{k=0}^{\infty }\;{\alpha  \choose k}\;x^{k}\qquad \qquad \qquad (1)\\&=1+\alpha x+{\frac {\alpha (\alpha -1)}{2!}}x^{2}+\cdots ,\end{aligned}}}
y la serie binomial es la serie de potencias en el lado derecho de (1), expresada en términos de coeficientes binomiales (generalizados)
{\displaystyle {\alpha  \choose k}:={\frac {\alpha (\alpha -1)(\alpha -2)\cdots (\alpha -k+1)}{k!}}.}

## Casos especiales
Si α es un número entero no negativo n, entonces el término (n + 2) y todos los términos posteriores de la serie son 0, ya que cada uno contiene un factor (n − n); por tanto, en este caso la serie es finita y se obtiene la fórmula binomial algebraica.
La siguiente variante es válida para complejos arbitrarios β, pero es especialmente útil para manejar exponentes enteros negativos en (1):
{\displaystyle {\frac {1}{(1-z)^{\beta +1}}}=\sum _{k=0}^{\infty }{k+\beta  \choose k}z^{k}.}
Para probarlo, sustitúyase x = -z en (1) y aplíquese una identidad de coeficiente binomial, que es,
{\displaystyle {-\beta -1 \choose k}=(-1)^{k}{k+\beta  \choose k}.}

## Convergencia

### Condiciones de convergencia
Si (1) converge depende de los valores de los números complejos α y x. Más precisamente:
1. Si  |x| < 1, la serie converge absolutamente para cualquier número complejo α.
2. Si  |x| = 1, la serie converge absolutamente si y solo si Re(α) > 0 o bien α = 0.
3. Si  |x| = 1 y x ≠ −1, la serie converge si y solo si Re(α) > −1.
4. Si x = −1, la serie converge si y solo si Re(α) > 0 o α = 0.
5. If  |x| > 1, la serie diverge, excepto si α es un número entero no negativo (en cuyo caso la serie es una suma finita).

En particular, si {\displaystyle \alpha } no es un número entero no negativo, la situación en el límite del disco de convergencia, {\displaystyle |x|=1}, se resume de la siguiente manera:
- Si Re(α) > 0, la serie converge absolutamente.
- Si −1 < Re(α) ≤ 0, la serie converge condicionalmente si x ≠ −1 y diverge si x = −1.
- Si Re(α) ≤ −1, la serie diverge.

### Identidades que se utilizarán en la demostración
Lo siguiente es válido para cualquier número complejo α:
{\displaystyle {\alpha  \choose 0}=1,}
{\displaystyle {\alpha  \choose k+1}={\alpha  \choose k}\,{\frac {\alpha -k}{k+1}},\qquad \qquad (2)}
{\displaystyle {\alpha  \choose k-1}+{\alpha  \choose k}={\alpha +1 \choose k}.\qquad \qquad (3)}
A menos que {\displaystyle \alpha } sea un número entero no negativo (en cuyo caso los coeficientes binomiales desaparecen cuando {\displaystyle k} es mayor que {\displaystyle \alpha }), una relación asintótica útil para los coeficientes binomiales es, en notación de Landau:
{\displaystyle {\alpha  \choose k}={\frac {(-1)^{k}}{\Gamma (-\alpha )k^{1+\alpha }}}\,(1+o(1)),\quad {\text{como }}k\to \infty .\qquad \qquad (4)}
Esto es esencialmente equivalente a la definición de Euler de la función gamma:
{\displaystyle \Gamma (z)=\lim _{k\to \infty }{\frac {k!\;k^{z}}{z\;(z+1)\cdots (z+k)}},\qquad }
e implica inmediatamente los límites más amplios
{\displaystyle {\frac {m}{k^{1+\operatorname {Re} \,\alpha }}}\leq \left|{\alpha  \choose k}\right|\leq {\frac {M}{k^{1+\operatorname {Re} \,\alpha }}},\qquad \qquad (5)}
para algunas constantes positivas myM.
La fórmula (2) para el coeficiente binomial generalizado se puede reescribir como
{\displaystyle {\alpha  \choose k}=\prod _{j=1}^{k}\left({\frac {\alpha +1}{j}}-1\right).\qquad \qquad (6)}

### Demostración
Para probar (i) y (v), se debe aplicar el criterio del cociente y usar la fórmula (2) anterior para demostrar que siempre que {\displaystyle \alpha } no es un número entero no negativo, el radio de convergencia es exactamente 1. La parte (ii) sigue de la fórmula (5), en comparación con las series armónicas
{\displaystyle \sum _{k=1}^{\infty }\;{\frac {1}{k^{p}}},\qquad }
con {\displaystyle p=1+{\text{Re}}\,\alpha }. Para demostrar (iii), primero se debe usar la fórmula (3) para obtener
{\displaystyle (1+x)\sum _{k=0}^{n}\;{\alpha  \choose k}\;x^{k}=\sum _{k=0}^{n}\;{\alpha +1 \choose k}\;x^{k}+{\alpha  \choose n}\;x^{n+1},\qquad \qquad (7)}
y luego se usa (ii) y la fórmula (5) nuevamente para probar la convergencia del lado derecho cuando se supone que {\displaystyle {\text{Re}}\,\alpha >-1}. Por otro lado, la serie no converge si {\displaystyle |x|=1} y {\displaystyle {\text{Re}}\,\alpha \leq -1}, nuevamente por la fórmula (5). Alternativamente, se puede observar esto para todo {\displaystyle j,\left|{\frac {\alpha +1}{j}}-1\right|\geq 1-{\frac {{\text{Re}}\,\alpha +1}{j}}\geq 1}. Por tanto, por la fórmula (6), para todo {\displaystyle k,\left|{\alpha  \choose k}\right|\geq 1}. Esto completa la prueba de (iii). Pasando a (iv), se usa la identidad (7) anterior con {\displaystyle x=-1} y {\displaystyle \alpha -1} en lugar de {\displaystyle \alpha }, junto con la fórmula (4), para obtener
{\displaystyle \sum _{k=0}^{n}\;{\alpha  \choose k}\;(-1)^{k}={\alpha -1 \choose n}\;(-1)^{n}={\frac {1}{\Gamma (-\alpha +1)n^{\alpha }}}(1+o(1))}
como {\displaystyle n\to \infty }. La afirmación (iv) se sigue ahora del comportamiento asintótico de la secuencia {\displaystyle n^{-\alpha }=e^{-\alpha \log(n)}}. (Precisamente, {\displaystyle {\big |}e^{-\alpha \log n}{\big |}=e^{-{\text{Re}}\,\alpha \,\log n}}
que ciertamente converge a {\displaystyle 0} si {\displaystyle {\text{Re}}\,\alpha >0} y diverge a {\displaystyle +\infty } si {\displaystyle {\text{Re}}\,\alpha <0}. Si {\displaystyle {\text{Re}}\,\alpha =0}, entonces {\displaystyle n^{-\alpha }=e^{-i{\text{Im}}\,\alpha \log n}} converge si y solo si la secuencia {\displaystyle {\text{Im}}\,\alpha \log n} converge a {\displaystyle {\text{mod}}\;2\pi }, lo que ciertamente es cierto si {\displaystyle \alpha =0} pero falso si {\displaystyle {\text{Im}}\,\alpha \neq 0}: en este último caso, la secuencia es densa en {\displaystyle {\text{mod}}\;2\pi }, debido al hecho de que {\displaystyle \log n} diverge y {\displaystyle \log(n+1)-\log n} converge a cero).

## Suma de la serie binomial
El argumento habitual para calcular la suma de la serie binomial es el siguiente. Diferenciar en términos de términos la serie binomial dentro del disco de convergencia |x|<1 y usando la fórmula (1), se tiene que la suma de la serie es una función analítica resolviendo la ecuación diferencial ordinaria (1 + x)u' (x) = αu(x) con datos iniciales u(0) = 1. La única solución de este problema es la función u(x) = (1 + x)α, que por lo tanto es la suma de la serie binomial, al menos para |x| < 1. La igualdad se extiende a |x| = 1 siempre que la serie converja, como consecuencia del Teorema de Abel y por la continuidad de (1 + x)α.

## Historia
La fórmula de la serie binomial de Newton es un concepto matemático fundamental que ha revolucionado la forma en que entendemos y calculamos las probabilidades en diferentes contextos. Esta fórmula fue desarrollada por el matemático y físico británico Isaac Newton en el siglo XVII y ha sido ampliamente utilizada en campos como la estadística, la economía, la ingeniería y la física.
```
Sin embargo, también existen aspectos negativos a considerar. El uso excesivo de herramientas en línea para realizar cálculos puede limitar la comprensión profunda de los conceptos matemáticos subyacentes y reducir la capacidad de los individuos para resolver problemas de manera creativa y analítica. Es importante equilibrar el uso de herramientas tecnológicas con un entendimiento sólido de los fundamentos matemáticos para garantizar un 
aprendizaje significativo
 y duradero.

En términos de desarrollos futuros, se espera que la integración de la inteligencia artificial y el 
aprendizaje automático
 en los sitios web de cálculo matemático mejore aún más la precisión y la eficiencia de las herramientas disponibles. Estas tecnologías avanzadas pueden ayudar a automatizar tareas repetitivas y simplificar procesos complejos, lo que facilitará la resolución de problemas matemáticos de manera más rápida y precisa.

En resumen, realizar un ensayo sobre cómo utilizar la fórmula de la serie binomial de Newton con sitios web es un ejercicio valioso que nos permite explorar y comprender mejor este concepto matemático clave. A través de herramientas en línea como 
Wolfram Alpha
 y otras plataformas, los usuarios pueden acceder a cálculos precisos y detallados que les ayudan a aplicar la fórmula en diferentes situaciones. Si bien existen desafíos y limitaciones en el uso de herramientas tecnológicas, es importante seguir explorando y aprovechando las oportunidades que ofrecen para mejorar nuestra comprensión de las matemáticas y promover el avance de la ciencia y la tecnología en general.
```

Isaac Newton dio los primeros resultados referentes a series binomiales para exponentes distintos de los enteros positivos en el estudio de áreas encerradas bajo ciertas curvas. John Wallis se basó en este trabajo considerando expresiones de la forma y = (1 & minus;  x2)m, donde m es una fracción. Encontró que (escrito en términos modernos) los coeficientes sucesivos ck de (-x2)k se encuentran multiplicando el coeficiente anterior por {\displaystyle {\tfrac {m-(k-1)}{k}}} (como en el caso de exponentes enteros), dando así implícitamente una fórmula para estos coeficientes. Escribió explícitamente las siguientes expresiones:
{\displaystyle (1-x^{2})^{1/2}=1-{\frac {x^{2}}{2}}-{\frac {x^{4}}{8}}-{\frac {x^{6}}{16}}\cdots }
{\displaystyle (1-x^{2})^{3/2}=1-{\frac {3x^{2}}{2}}+{\frac {3x^{4}}{8}}+{\frac {x^{6}}{16}}\cdots }
{\displaystyle (1-x^{2})^{1/3}=1-{\frac {x^{2}}{3}}-{\frac {x^{4}}{9}}-{\frac {5x^{6}}{81}}\cdots }

Por lo tanto, la serie binomial a veces se denomina teorema del binomio de Newton, aunque no dio ninguna demostración y no es explícito sobre la naturaleza de la serie; lo más probable es que verificara casos que trataban la serie como (de nuevo en terminología moderna) una serie formal de potencias. Posteriormente, Niels Henrik Abel discutió el tema en una memoria, tratando en particular cuestiones de convergencia.